# Narodowy komitet paraolimpijski
Narodowy komitet paraolimpijski – krajowa organizacja podległa Międzynarodowemu Komitetowi Paraolimpijskiemu. Celem narodowego komitetu paraolimpijskiego jest wystawianie reprezentacji danego kraju na igrzyskach paraolimpijskich. 
Obecnie istnieją 183 narodowe komitety paraolimpijskie, działających w państwach suwerennych i terytoriach zależnych.
| Kontynent | Kontynent                         | Organizacja                       | Komitety | Źródło |
| --------- | --------------------------------- | --------------------------------- | -------- | ------ |
|           | Afryka                            | Afrykański Komitet Paraolimpijski |          |        |
| Ameryka   | Paraolimpijski Komitet Ameryk     | 33                                | [ 2 ]    |        |
| Azja      | Azjatycki Komitet Paraolimpijski  | 44                                | [ 3 ]    |        |
| Europa    | Europejski Komitet Paraolimpijski | 45                                | [ 4 ]    |        |
| Oceania   | Paraolimpijski Komitet Oceanii    | 8                                 | [ 5 ]    |        |